# Festuca luciarum
Festuca luciarum är en gräsart som beskrevs av Henry Eamonn Connor. Festuca luciarum ingår i släktet svinglar, och familjen gräs. Inga underarter finns listade i Catalogue of Life.